# Scartelaos tenuis
 Scartelaos tenuis és una espècie de peix marí de la família dels gòbids i de l'ordre dels perciformes. Va ser descrit per l'ictiòleg Francis Day el 1876.
Poden assolir 15,5 cm de longitud total. És un peix marí, de clima tropical i demersal, endèmic de l'oceà Índic occidental: des del Golf Pèrsic fins al Pakistan. És inofensiu per als humans i capaç de respirar aire.